# Nghệ sĩ

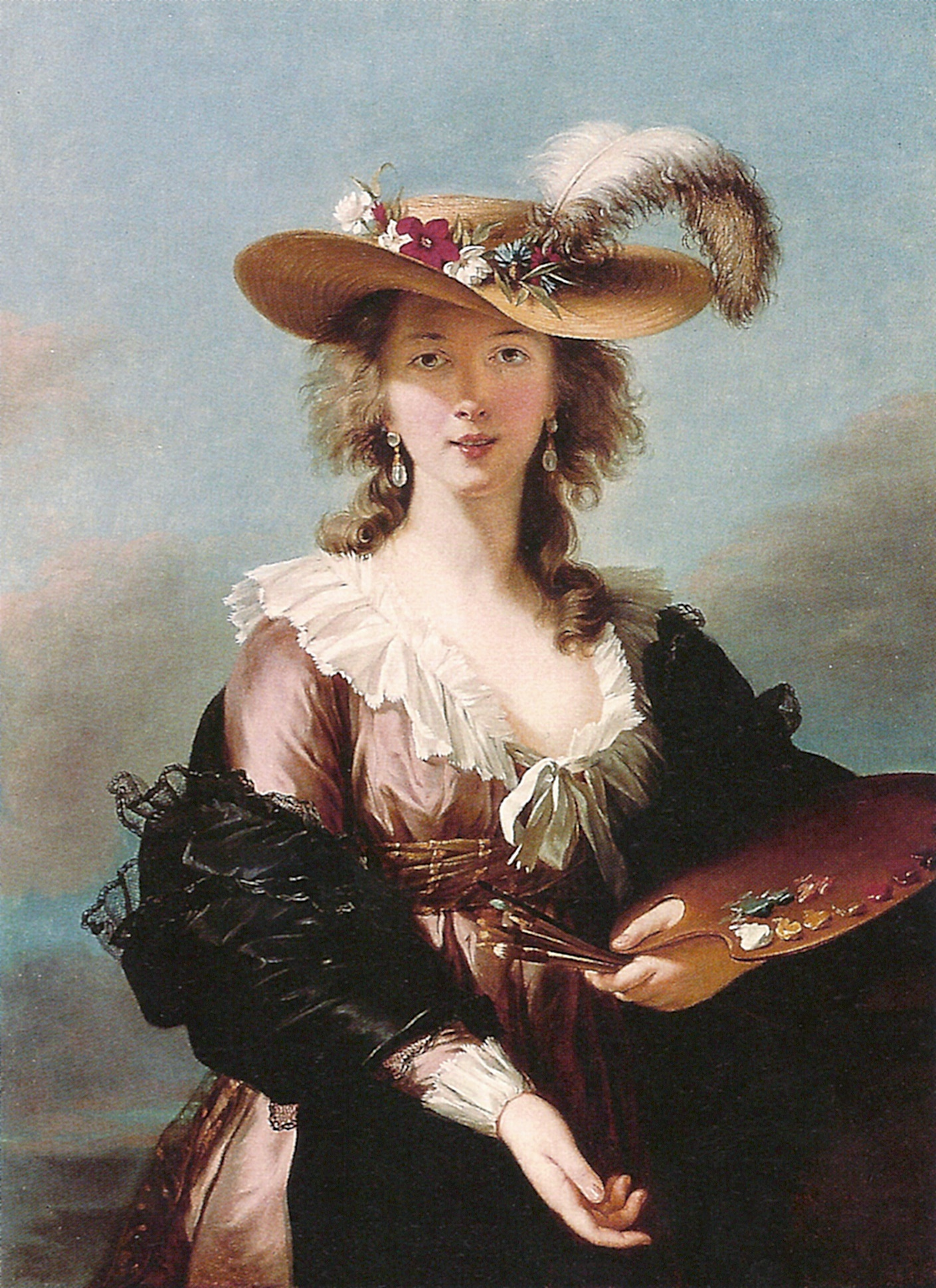
Nghệ sĩ

Nghệ sĩ là người chuyên hoạt động (sáng tác hoặc biểu diễn) trong một bộ môn nghệ thuật. Nghệ sĩ là người sáng tạo ra loại hình nghệ thuật như vẽ, đồ họa, chạm khắc, bẹo mỡ, chụp ảnh, làm mô hình, diễn kịch sân khấu về các ý tưởng và cảm xúc với văn hóa xã hội.
Có thể nói, khái niệm nghệ sĩ gắn liền với khái niệm nghệ thuật. Vì vậy khái niệm nghệ sĩ phụ thuộc nhiều vào cách hiểu về nghệ thuật. Một khái niệm gần giống với nghệ sĩ là nghệ nhân

## Một số ví dụ về nghệ sĩ

### Trong âm nhạc
Những người hoạt động chuyên nghiệp và nắm vững một ngành nghệ thuật âm nhạc nào đó và sáng tác ra những tác phẩm âm nhạc: Nhạc sĩ.
Người chuyên biểu diễn nhạc cụ: Nhạc công.
Nhạc công: Người có kỹ năng biểu diễn nhạc cụ và đi làm thuê cho các tổ chức nghệ thuật như nhà nước hoặc đơn vị kinh doanh nghệ thuật tư nhân. Và hầu như họ không sáng tác mà sẽ thực hiện những ý tưởng nghệ thuật do tổ chức thuê hay do nhạc sĩ thuê.
Nghệ sĩ: Người có kỹ năng chơi nhạc cụ tốt, ngoài ra họ còn tham gia vào sáng tác và biên soạn chuyển soạn những tác phẩm âm nhạc. Trong quá trình hoạt động nghệ thuật họ sáng tạo ra nhiều kiểu kỹ thuật biểu diễn mới, sáng lập ra loại hình nghệ thuật mới hay sáng chế ra nhạc cụ mới.
Người chuyên thể hiện các ca khúc: Ca sĩ.

### Trong điện ảnh
Những người chuyên chỉ huy, sắp xếp và hướng dẫn các công việc diễn xuất trong bộ phim: Đạo diễn.
Những người chuyên đóng các vai diễn trong một bộ phim: Diễn viên.

## Việt Nam
Hiện tại ở Việt Nam xuất hiện nhiều hình thái chưa được công nhận chính thức là một loại hình nghệ thuật hoặc người thực hiện các kĩ năng đó không được đào tạo hoặc không coi việc thực hiện hình thái đó là một nghề. Trên thực tế, nhiều người vẫn quan niệm rộng, nghệ sĩ là người sáng tạo hoặc biểu diễn một hay nhiều loại hình nghệ thuật hoặc một hay nhiều kĩ năng đặc biệt.
Nhà nước Việt Nam có trao tặng một số danh hiệu nhằm tôn tôn vinh đóng góp của những người nghệ sĩ:
- Nghệ sĩ nhân dân: danh hiệu của Nhà nước trao tặng cho nghệ sĩ có tài năng xuất sắc, tiêu biểu cho một hoặc nhiều môn nghệ thuật trong cả nước.[1]
- Nghệ sĩ ưu tú: danh hiệu của Nhà nước tặng cho nghệ sĩ có tài năng, có uy tín lớn trong từng môn nghệ thuật.[1]

## Chuyên môn
Nghệ sĩ thường tập trung vào chuyên môn sâu vào các lĩnh vực nào đó hoặc có thể sử dụng kết hợp nhiều phương pháp sáng tác. Họ có thể làm việc với tư cách là những Nghệ sĩ (mĩ thuật, nghệ thuật thị giác), Họa sĩ Phim Hoạt Hình, Các Họa Sĩ Đồ họa, Điêu khắc

## Yêu cầu
- Sáng tác nghệ thuật
- Có đam mê
- Phối hợp mắt-tay tốt
- Sáng tạo
- Tự giác
- Quảng bá
- Nếu hành nghề tự do, phải có kĩ năng kinh doanh/quản lý

## Lĩnh vực học
Môn học của nghệ thuật là:
- Âm nhạc
- Mĩ thuật
- Diễn xuất
- Văn học
- Múa
- Xiếc
- Ảo thuật